# Keresztény imádatzene
A keresztény imádatzene (CWM; angolul: Contemporary worship music) a keresztény zene egy különálló műfaja, amelyet a kortárs istentiszteletben használnak. Stílusában hasonló a popzenéhez. Számos templomban, különösen a karizmatikus vagy felekezet nélküli protestáns közösségekben előadott zenei műfajjá vált, egyes katolikus gyülekezetek is beépítik a szentmisébe.

## Története és fejlődés

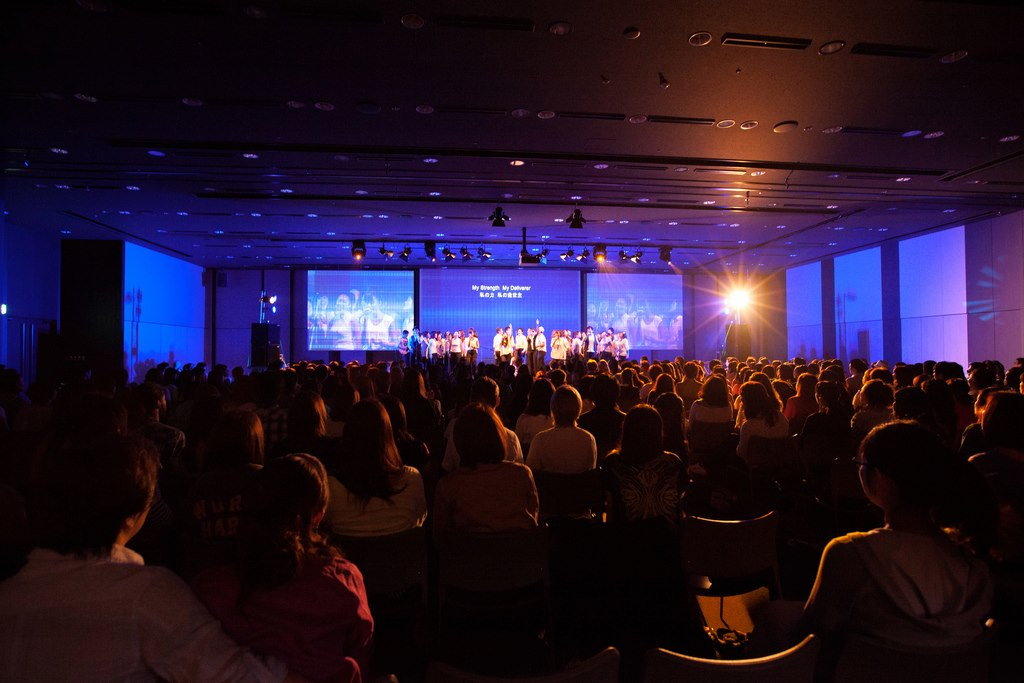
Kortárs keresztény istentisztelet a Lifehouse International Church-ben, Tokióban 2013 augusztusában

A 20. század közepén a keresztény szakszervezetek egyetemi környezetben evangelizációs előadásokat tartott. Az univerzalisták és az unitáriusok egy kongresszuson tették meg az utolsó lépéseket az egyesülés felé, és 1953-ban megalapították a Liberális Vallásos Ifjúságot. Néhány keresztény úgy érezte, hogy az egyháznak szakítania kell a strukturált, formális és unalmas sztereotípiáival, hogy a fiatalabb generációhoz szóljon. Az egyház keresztény dalszövegeken keresztül fogalmazta újra a Biblia üzenetét, ezáltal azt üzenve, hogy a kereszténység sem nem elavult, sem nem irreleváns. 1964-ben a brit gospel popegyüttes, a The Joystrings az elsők között szerepelt a televízióban keresztény popegyüttesek között, Üdvhadsereg egyenruhájában léptek fel és keresztény beatzenét és népzenét játszottak. W. Peterson és Audrey Mieir gospel zenéket írtak modern dallammal.
A templomok elkezdték átvenni ezeket a dalokat és stílusokat a közös istentiszteletekhez. A korai közös éneklésre szánt dalok jellemzően egyszerűek voltak. Az 1966-ban megjelent Ifjúsági dicséret ezen dalok egyik első és legismertebb gyűjteménye volt. 
Az 1990-es évek elejére olyan dalokat, mint a Lord, I Lift Your Name on High, a Shine, Jesus, Shine és a Shout to the Lord számos templomban elfogadták. Az 1990-es évek vége előtt sokan úgy hitték, hogy a vasárnap reggel a himnuszoké, a fiatalok pedig a hét többi részében szabadon élvezhetik kedvenc zenéjüket. A „modern istentiszteleti reneszánsz” segített megalapozni, hogy bármilyen zenei stílus elfogadható, ha az igaz hívők Isten dicséretére használják. Ezt a váltást a Delirious? együttes Cutting Edge, a Passion Conferences és zenéjük, Michael W. Smith Exodus projektje, valamint a Sonicflood együttes felvételei befolyásolták. A kortárs istentiszteleti zene a kortárs keresztény zene szerves részévé vált.

## Teológia és dalszövegek
Mivel a CWM szorosan kapcsolódik a karizmatikus mozgalomhoz, dalszövegei és néhány zenei eleme is ezt a teológiát tükrözi. A karizmatikus mozgalmat különösen a Szentlélekre helyezett hangsúly jellemzi, amely az Istennel való személyes találkozásra és kapcsolatra összpontosít.

### A modern himnuszmozgalom
A 2010-es évektől kezdődően, elsősorban a baptista, református és a protestáns kereszténység hagyományosabb, felekezetközi ágain belül kezdett megjelenni a kortárs istentiszteleti zene, amelynek hangsúlya egyértelműen teológiai lírai fókuszú volt – himnuszok és dicsőítő dalok ötvözése kortárs ritmusokkal és hangszereléssel.
A 2010-es évek végére a mozgalom jelentős népszerűségre tett szert számos templomban, valamint streaming szolgáltatásokon és a kultúra más területein.

## Kritikák
A kritikák között szerepel Gary Parrett aggálya, miszerint a zene hangereje elnyomja a gyülekezeti részvételt, és így előadássá teszi azt (az Efezus 5:19-et idézte, amelyben Szent Pál azt írja, hogy „zsoltárokkal, himnuszokkal és a Lélektől származó énekekkel beszéljetek egymással”; Parrett megkérdőjelezi, hogy a ma már gyakran felerősített és rockzenekarként játszó dicsőítő zenekar vajon helyettesíti-e, ahelyett, hogy lehetővé tenné a gyülekezet dicséretét.
II. János Pál pápa az istentiszteleti zenéről elmélkedve hangsúlyozta a komoly művészi képzés szükségességét, kijelentve: 

„ma, akárcsak tegnap, a zenészeknek, zeneszerzőknek, liturgikus kápolnakántoroknak, templomi orgonistáknak és hangszereseknek érezniük kell a komoly és szigorú szakmai képzés szükségességét. Különösen tudatában kell lenniük annak, hogy minden alkotásuk vagy interpretációjuk nem kerülheti el azt a követelményt, hogy ihletett, megfelelő és az esztétikai méltóságra figyelő mű legyen, amely imádat imájává alakul, amikor a liturgia során a hit misztériumát fejezi ki a hangban.”

## Népszerűség
Néhány dal ma már hagyományosabb himnuszokban is megjelenik. Az Evangelical Lutheran Worship (az Amerikai Evangélikus Egyház kiadásában) tartalmazza Rick Founds „Lord, I Liver Your Name on High”  és Darlene Zschech „Shout to the Lord” című műveit. Az Egyesült Metodista Himnuszgyűjtemény (1989) tartalmazza Amy Grant „Thy Word Is a Lamp”  és Joe Wise „Take Our Bread” című énekeit.

## Fordítás
Ez a szócikk részben vagy egészben  a   Contemporary worship music című angol Wikipédia-szócikk fordításán alapul.  Az eredeti cikk szerkesztőit annak laptörténete sorolja fel. Ez a jelzés csupán a megfogalmazás eredetét és a szerzői jogokat jelzi, nem szolgál a cikkben szereplő információk forrásmegjelöléseként.